# Taxe sur le chiffre d'affaires des exploitants agricoles
La taxe sur le chiffre d'affaires des exploitants agricoles en France est un impôt créé en 2003 qui doit être acquitté par certains exploitants agricoles. Elle est codifiée sous l'article 302 bis MB du Code général des impôts français.
Le produit de cette taxe était de 105,06 millions d'euros en 2010, lequel est versé pour 100 % (85% jusqu'en 2014 inclus) au compte d'affectation spéciale « développement agricole et rural », institué par la loi de finance pour 2006.

## Histoire
La taxe sur le chiffre d'affaires des exploitants agricoles a été créée par l'article 43 de la Loi n° 2002-1576 du 30 décembre 2002 dite Loi de finances rectificative pour 2002.
La création de cette taxe visait deux objectifs. Tout d'abord, supprimer les neuf taxes parafiscales sur lesquelles reposait le financement du développement agricole et rural. En effet, ces taxes étant créées par décret puis simplement validées par le Parlement pour permettre leur perception au-delà de l'année de leur mise en place, elles ne respectaient pas le principe de consentement à l'impôt issu de l'article 14 de la Déclaration des droits de l'homme et du citoyen de 1789.
En outre, il s'agissait aussi de réformer l'institution chargée de la gestion du développement agricole et rural, l'Association Nationale de Développement Agricole. En effet, différents rapports de l'Inspection générale des finances critiquaient la gestion de cette association. En 2002, un établissement public administratif a donc remplacé l'ANDA. Il fut dénommé « Agence de Développement Agricole et Rural » ou « ADAR » et était financé par la taxe sur le chiffre d'affaires des exploitants agricoles nouvellement créée.
À la suite de nouvelles problématiques relatives au fonctionnement de l'ADAR, la loi de finances pour 2006 a finalement affecté le produit de la taxe à un nouveau compte d'affectation spéciale dénommé « développement agricole et rural ».

## Champ d'application de la taxe sur le chiffre d'affaires des exploitants agricoles
La taxe est due par les exploitants agricoles qui sont soumis à la TVA selon le régime simplifié de l'agriculture, ou selon le régime normal le cas échéant.
A contrario, les agriculteurs placés sous le régime particulier du remboursement forfaitaire agricole sont expressément exonérés. En outre, l'Administration fiscale considère que les personnes qui réalisent une activité de pêche en eaux douces ou de sylviculture sont également exonérées, ainsi que les coopératives agricoles.
De la même façon, les entreprises nouvelles sont exonérées de la taxe.

## Calcul de la taxe
À titre liminaire, une précision s'impose. En effet, la taxe sur le chiffre d'affaires des exploitants agricoles est constituée de deux éléments:
- Une partie forfaitaire; et,
- Une partie variable.

Ainsi, la partie forfaitaire étant fixe, seule la partie variable est assise sur le montant du chiffre d'affaires relatifs aux activités agricoles réalisées lors de l'exercice précédant l'année d'imposition. De plus, il faut ajouter à ce montant les soutiens directs accordés aux exploitants agricoles dans le cadre de la Politique agricole commune.
La partie forfaitaire est comprise entre 76 et 92€ par exploitant.
La partie variable, quant à elle, est de 0,19 % jusqu'à 370 000 euros de chiffre d'affaires, et de 0,05 % au-delà.
Dès règles particulières s'appliquent toutefois pour les GAEC.

## Paiement de la taxe
La taxe est déclarée, recouvrée et contrôlée selon les mêmes modalités qu'en matière de TVA. Ainsi, selon les cas, une déclaration annuelle, trimestrielle ou mensuelle est à déposer auprès de l'Administration fiscale.
À l'occasion de cette déclaration, le contribuable devra joindre un moyen de paiement pour s'acquitter de la taxe.
Enfin, les réclamations devront être présentées selon les règles applicables en matière de TVA.